# Roald (Løgmaður)
Roald war um 1450 Løgmaður der Färöer.
Über Roald weiß man nicht mehr, als dass er Bauer in Dalur war, ansonsten aber vielleicht von den Shetlandinseln.
In G. V. C. Youngs Standardwerk From the Vikings to the Reformation 1979 (dänisch Færøerne - fra vikingetiden til reformationen 1982) wird Roald noch nicht genannt, aber er taucht in der heutigen Liste der Løgmenn im offiziellen Geschichtsbuch des Løgtings auf.